# MME U80601
Der U80601 war ein x86-Prozessor mit 16-Bit-Architektur und ein Nachbau des Intel 80286-Mikroprozessors. Die Entwicklung erfolgte mittels Reverse Engineering beim VEB Mikroelektronik „Karl Marx“ Erfurt, wo er auch hergestellt wurde. Er wurde ab 1986 entwickelt und ab 1989 in Serie gefertigt. Zu seinem Vorbild, dem 80286 war der U80601 voll kompatibel. Erste Funktionsmuster waren noch in einem keramischen Gehäuse (LCCC-68) untergebracht (Typenbezeichnung U80601RA04), die Prozessoren aus der Serienproduktion wurden im PLCC-68 Plastik-Gehäuse ausgeliefert (Typenbezeichnung U80601PC08). Diese CPU wurde entwickelt, da die schon vorhandene 16-Bit-CPU U8001 nicht für die Herstellung IBM-kompatibler Personal Computer nach dem AT-Standard verwendet werden konnte.

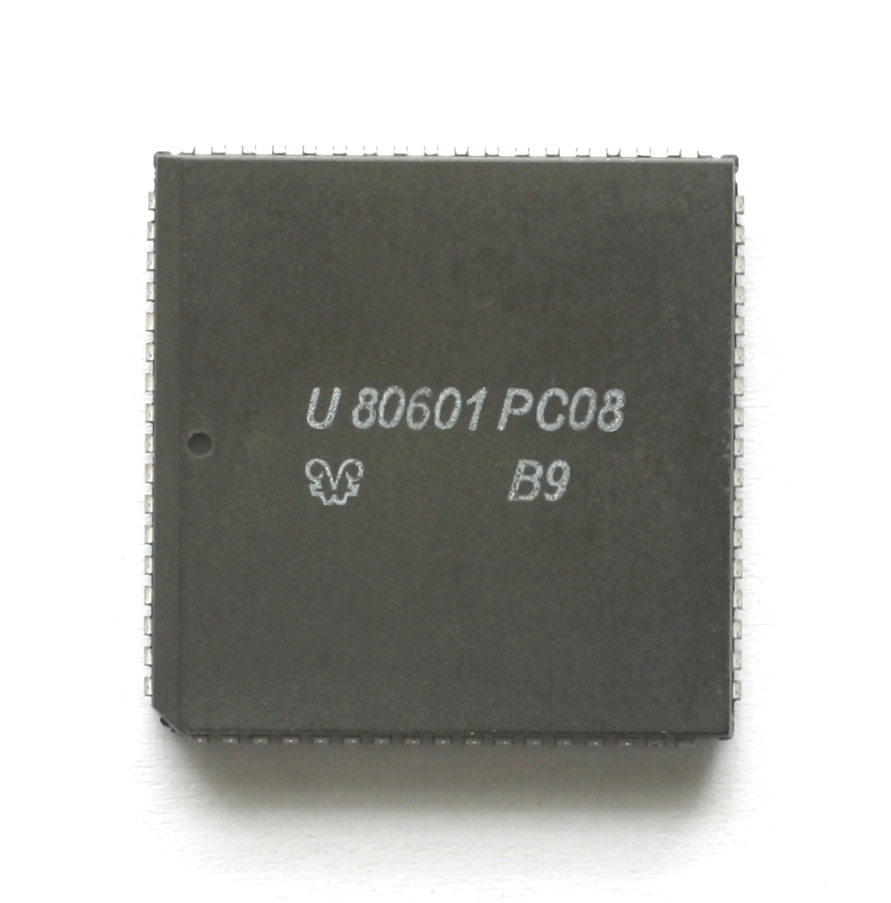
CPU U80601PC08, 8 MHz

Eingesetzt wurde er in der 3-Prozessor-Variante (U880, U8001 und U80601) des Computers P8000 Compact, dem Nachfolger des P8000.
Er sollte auch im Nachfolger des EC1834, dem Robotron EC1835 eingesetzt werden. Da die Serienproduktion mit vielen Schwierigkeiten zu kämpfen hatte, wurden nur äußerst wenige Prozessoren dieses Typs überhaupt verbaut.
Zum Zeitpunkt der öffentlichen Präsentation (s. Quellen) gehörten zum Mikroprozessorsystem U80600 folgende Schaltkreise:

(in Klammern westliche Vorbilder)
- U80601: CPU (Intel 80286)
- U80606: Buscontroller (SAB 82288)
- U80608: Fehlererkennung und -korrektur, EDC (Intel R8206)
- U80610: MMU, Dual Port RAM Controller (Intel R8207)

geplant waren außerdem:
- U80605: Token Bus Modem (SAB 82511)
- U80607: Token Bus Controller (SAB 82510)
- U80609: Bus Arbiter (SAB 82289)
- U80611: Advanced DMA Controller (SAB 82258)
- U80612: Taktgenerator (HFO DS80612, SAB 82284)
- U80613: FPU (Intel 80287)
- U80614: Ethernet Manchester Encoder/Decoder (Fujitsu MB502A)
- U80617: Q-Bus Controller mit DMA (DEC DC336)
- U80618: (auch als MME U82062DC) Winchester Disk Controller WDC (Western Digital WD 82062)
- U80619: Ethernet Data Link Controller (Fujitsu MB8795A)
- U80620: Integrated Peripheral Controller (CHIPS oder SAB 82C206)
- U80621: VGA Controller (Tseng Labs ET3000)
- U80622: Triple 6-Bit Digital-to-Analog Converter – Color Look-up Table, RAMDAC (Inmos IMSG171P50 oder Analog Devices AD 478)